# Trung Sơn Trầm
Trung Sơn Trầm là một phường thuộc thị xã Sơn Tây, thành phố Hà Nội, Việt Nam.
Tính đến năm 2008, phường Trung Sơn Trầm có 332,4 ha diện tích tự nhiên và 6.493 người.

## Địa lý
Địa giới hành chính phường Trung Sơn Trầm:
Phía Đông giáp xã Tích Giang, huyện Phúc Thọ
Phía Tây giáp xã Kim Sơn
Phía Nam giáp xã Sơn Đông
Phía Bắc giáp phường Sơn Lộc và xã Thanh Mỹ.